# Porsche 924 Turbo

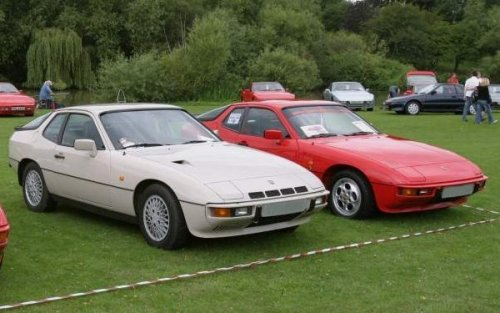
Een Turbo naast een 924S

De Porsche 924 Turbo (Project 931) werd gebouwd toen er kritiek kwam op het nogal zwakke vermogen van de standaard Porsche 924. Porsche had zeer veel ervaring met turbo's en begon toen met deze toe te passen op de 924. Productieaantal 1978-1980 8153 / 1980-1982 5275

## Ontwikkeling
De ontwikkeling begon vlak na het eerste succes van de Porsche 911 Turbo. Het bedrijf mag van geluk spreken dat ze begonnen zijn met de 924 Turbo, anders zouden ze het financieel niet gehaald hebben. Het model verhielp het imagoprobleem van de 924, die eindelijk wat meer onder de motorkap kreeg. 

## Specificaties & speciale opties
- 170/177 pk voor de Europese modellen (37% meer dan de gewone 924)
- 143 pk voor de Amerikaanse modellen (23% meer dan de gewone 924)
- snelheidsmeter van 85 mijl per uur
- 6 inch velgen (later 16 inch)
- 185/70VR15 Pirelli-banden (later 205/55VR16, ook van Pirelli)
- Turbo in sierlijke letters op de achterkant
- vier roostertjes op de voorkant, onder het logo
- grotere knipperlichten voor
- NACA-luchtkanaal op de motorkap
- turbospoiler op de achterkant

## Andere 924's
- Porsche 924
  - Porsche 924 Martini
  - Porsche 924 Sebring
  - Porsche 924 Le Mans
  - Porsche 924 Weissach
  - Porsche 924 50 Jahre edition
  - Porsche 924 Carrera GT
  - Porsche 924 Carrera GTS
  - Porsche 924 Carrera GTR
  - Porsche 924 Turbo Italy
  - Porsche 924S
  - Porsche 924S Le Mans